# Гравитон (награда)
Наградата за фантастика „Гравитон“ е учредена през 1991 г. от писателя Любен Дилов.
Това е първата българска награда за фантастика. Наградата се връчва ежегодно – на писател, художник и преводач (през първите 2 години – само на писател и художник). Състои се от бронзова статуетка на Малкия принц и грамота.
Името на наградата е предложено от поетесата Станка Пенчева.

## Лауреати
- 1991 – Агоп Мелконян (писател), Текла Алексиева (художник)
- 1992 – Величка Настрадинова (писател), Богдан Бонев (художник)
- 1993 – Петър Кърджилов (писател), Пламен Аврамов (художник), Виолета Чушкова (преводач)
- 1994 – Весела Люцканова (писател), Лина Василева (преводач), ИК „Бард" – Йордан Антов (издателство)
- 1995 – Алек Попов (писател, за сборника „Мръсни сънища“), Юлиян Стойнов (преводач), Анри Кулев (художник и режисьор)
- 1996 – Евгени Кузманов (писател), Симо Лазаров (композитор), ИК „Аргус" (издателство) – Петър Колев, Александър Карапанчев и Светослав Николов
- 1997 – Людмила Стоянова (литературен критик), Христо Симеонов (художник), ИК „Офир" (издателство) – Янчо Чолаков и Георги Милев
- 1998 – Елка Константинова (литературен критик), Петър Станимиров (художник), Кънчо Кожухаров (преводач)
- 1999 – не се присъжда
- 2000 – Светослав Славчев (писател; за цялостен принос), Георги Трифонов (художник), ИК „Камея" (издателство) – Иван Крумов, Анастас Величков и Георги Димитров
- 2001 – Атанас Наковски (писател; за цялостен принос), Любомир Николов – Нарви (за преводи на Толкин и Стивън Кинг), списание „Зона F" (издание)
- 2002 – Велко Милоев (писател)
- 2004 – Евгений Харитонов (библиограф; за цялостен принос)
- 2005 – Юрий Илков (фен; за цялостен принос)